# J. D. Cannon
Pour les articles homonymes, voir Cannon.
J. D. Cannon, né le 24 avril 1922 à Salmon, Idaho (États-Unis) et mort le 20 mai 2005 à Hudson (New York), est un acteur américain.

## Filmographie
- 1965 : Memorandum for a Spy (TV) : Dr Webb
- 1965 : Les Mystères de l'Ouest (Wild Wild West) (Série TV) - Saison 1, épisode 2 (The Night of the Deadly Bed) : Flory
- 1966 : Sursis pour une nuit (An American Dream) de Robert Gist : Police Sergeant Walt Leznicki
- 1967 : Luke la main froide (Cool Hand Luke) de Stuart Rosenberg : Society Red
- 1967 : Les Envahisseurs (The Invaders) (Série TV) - Saison 1, épisode 1 (Première Preuve) (Beachhead) (Lt Ben Holman) + Saison 2, épisode 20 (L'organisation) (The Organization) (Peter Calter)
- 1969 : U.M.C. (TV) : Thomas Jarris
- 1969 : Krakatoa à l'est de Java (Krakatoa, East of Java) de Bernard L. Kowalski : Dauzig
- 1969 : Au paradis à coups de revolver (Heaven with a Gun) de Lee H. Katzin : Mace (Beck's gunman)
- 1969 : The Thousand Plane Raid de Boris Sagal : Gen. Palmer
- 1969 : D.A.: Murder One (TV) : Nicholas Devaney
- 1970 : Le Casse de l'oncle Tom (Cotton Comes to Harlem) d'Ossie Davis : Calhoun
- 1970 : Neither Are We Enemies (1970) : Pontius Pilate (téléfilm)
- 1970 : Le Virginien (TV) saison 9 épisode 13 (Hannah) : Roy Harkness
- 1971 : Sam Hill: Who Killed Mr. Foster? (TV) : Mal Yeager
- 1971 : L'Homme de la loi (Lawman) de Michael Winner : Hurd Price
- 1971 : Cannon (TV) : Lieutenant Kelly Redfield
- 1973 : Scorpio de Michael Winner : Filchock
- 1973 : Lady Luck (TV) : Walter
- 1974 : A Memory of Two Mondays (TV) : Tom
- 1977 : Testimony of Two Men (feuilleton TV) : Kenton Campion
- 1978 : A Double Life (TV) : Frank Blaine
- 1978 : Ike, l'épopée d'un héros (Ike: The War Years) (TV)
- 1978 : Killing Stone (TV) : Sheriff Harky
- 1979 : Ike (mini-série) : Gen. Walter Bedell Smith
- 1979 : Walking Through the Fire (TV) : Dr Goodwin
- 1980 : My Kidnapper, My Love (TV) : Kringlen
- 1980 : Top of the Hill (TV) : Frank Langrock
- 1980 : La Guerre des abîmes (Raise the Titanic) de Jerry Jameson : Capt. Joe Burke
- 1980 : Pleasure Palace (TV) : Howland
- 1981 : The Adventures of Nellie Bly (TV) : Boss James J. Palmer
- 1982 : Un justicier dans la ville 2 (Death Wish II) de Michael Winner : New York D.A.
- 1982 : Beyond Witch Mountain (TV) : Deranian
- 1982 : Rooster (en) (TV) : Chief Willard T. Coburn
- 1983 : Les enquêtes de Remington Steele (Saison 2 épisode 20 : le renard)
- 1984 : Call to Glory (série TV) : Gen. Hampton
- 1989 : Street Justice : Dante
- 1989 : Le Commando de la dernière chance (The Road Raiders) (TV)
- 1989 : The Return of Sam McCloud (TV) : Peter B. Clifford